# Casasola (Los Barrios de Luna)
Casasola fue un barrio de la localidad española de Cosera perteneciente al municipio de Barrios de Luna, en la provincia de León, comunidad autónoma de Castilla y León. Desapareció bajo las aguas del embalse de Barrios de Luna además de los pueblos de Arévalo, Campo de Luna, Cosera de Luna, La Canela, Lagüelles, Láncara de Luna, Miñera, Oblanca, San Pedro de Luna, Santa Eulalia de las Manzanas, Truva y Ventas de Mallo.

## Geografía física

### Ubicación
Estaba situado a la orilla izquierda del río Luna.

## Historia
siglo XIX
En el siglo XIX Pascual Madoz en su Diccionario Geográfico lo nombra con dos palabras Casa Sola y lo describe como barrio en la provincia de León, partido judicial de Murias de Paredes que corresponde al lugar de Cosera. Su Ayuntamiento era el mismo que el de la localidad es decir Los Barrios de Luna. Ambos estaban en las orillas del río Luna, uno enfrente del otro y se comunicaban por un puente llamado de San Lorenzo.
siglo XX
En 1956 se construyó para zonas de regadío del Páramo Leonés y la comarca del río Órbigo el embalse de Barrios de Luna cuyo proyecto databa de 1935-1936 y que provocó la despoblación de 14 pueblos: El lugar de Cosera junto con su barrio Casasola desapareció bajo las aguas del embalse además de los pueblos de Arévalo, Campo de Luna, La Canela, Lagüelles, Láncara de Luna, Miñera, Oblanca, San Pedro de Luna, Santa Eulalia de las Manzanas, Truva y Ventas de Mallo.

Casasola durante la sequía del embalse en 2017
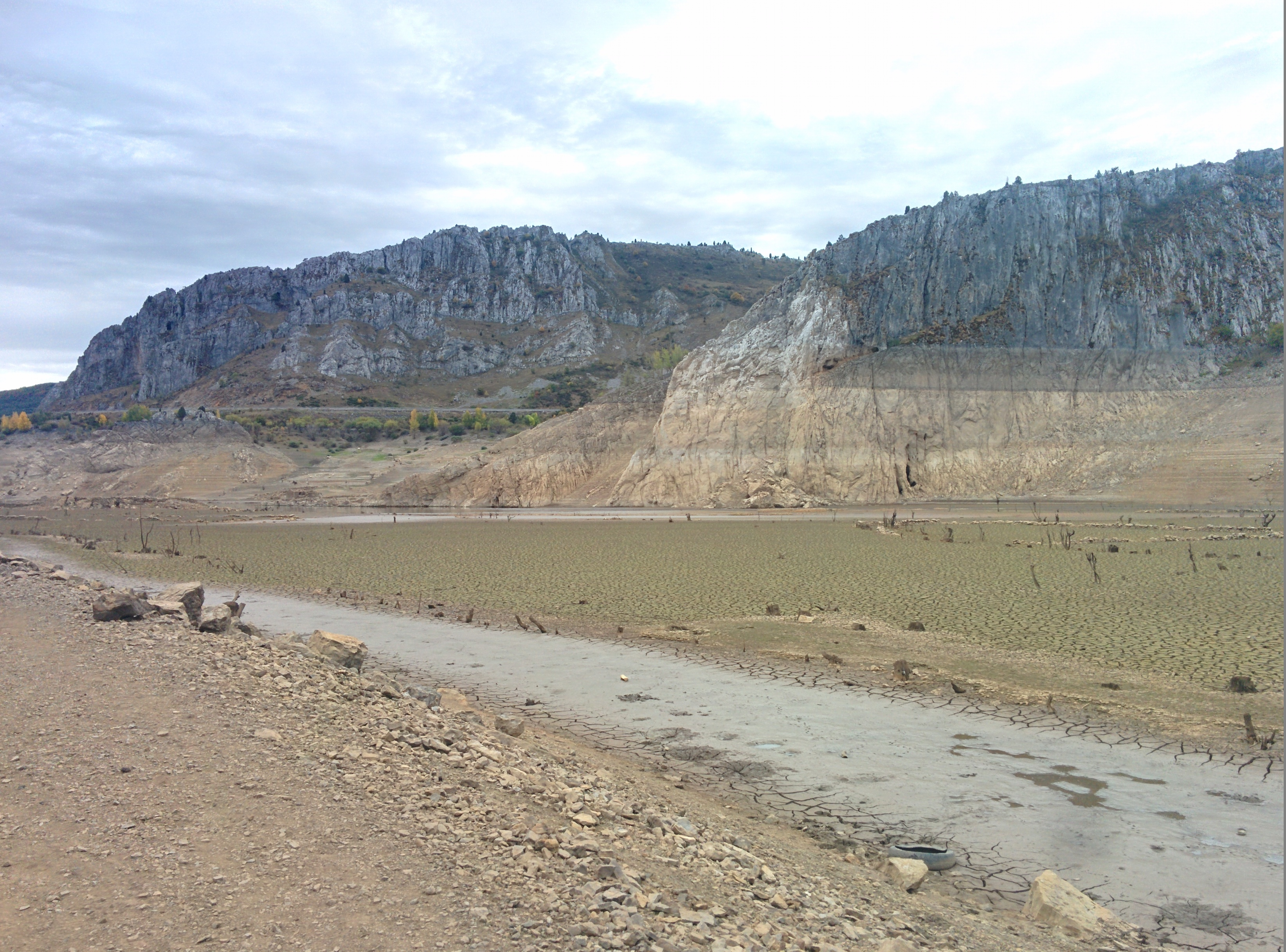
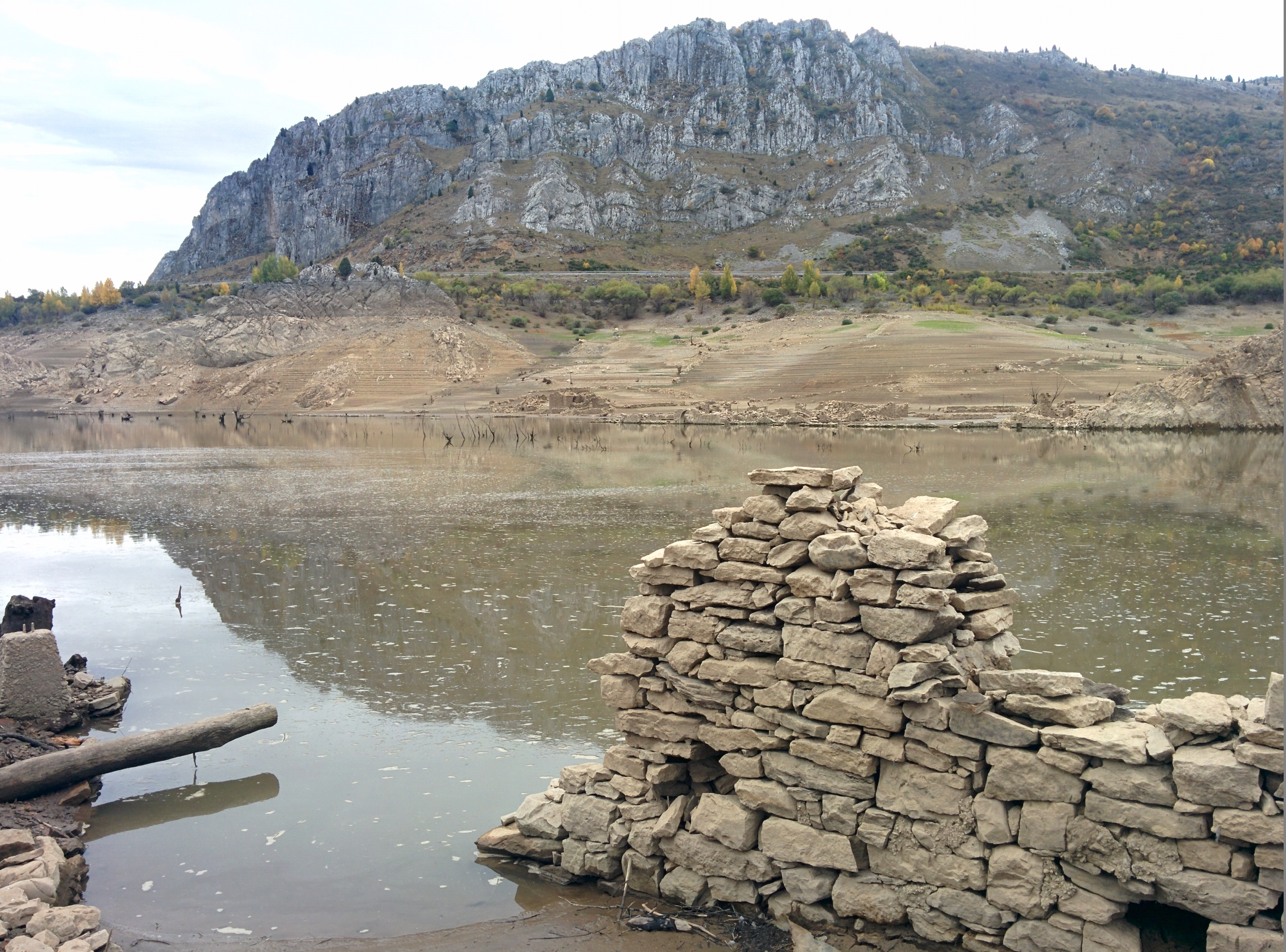
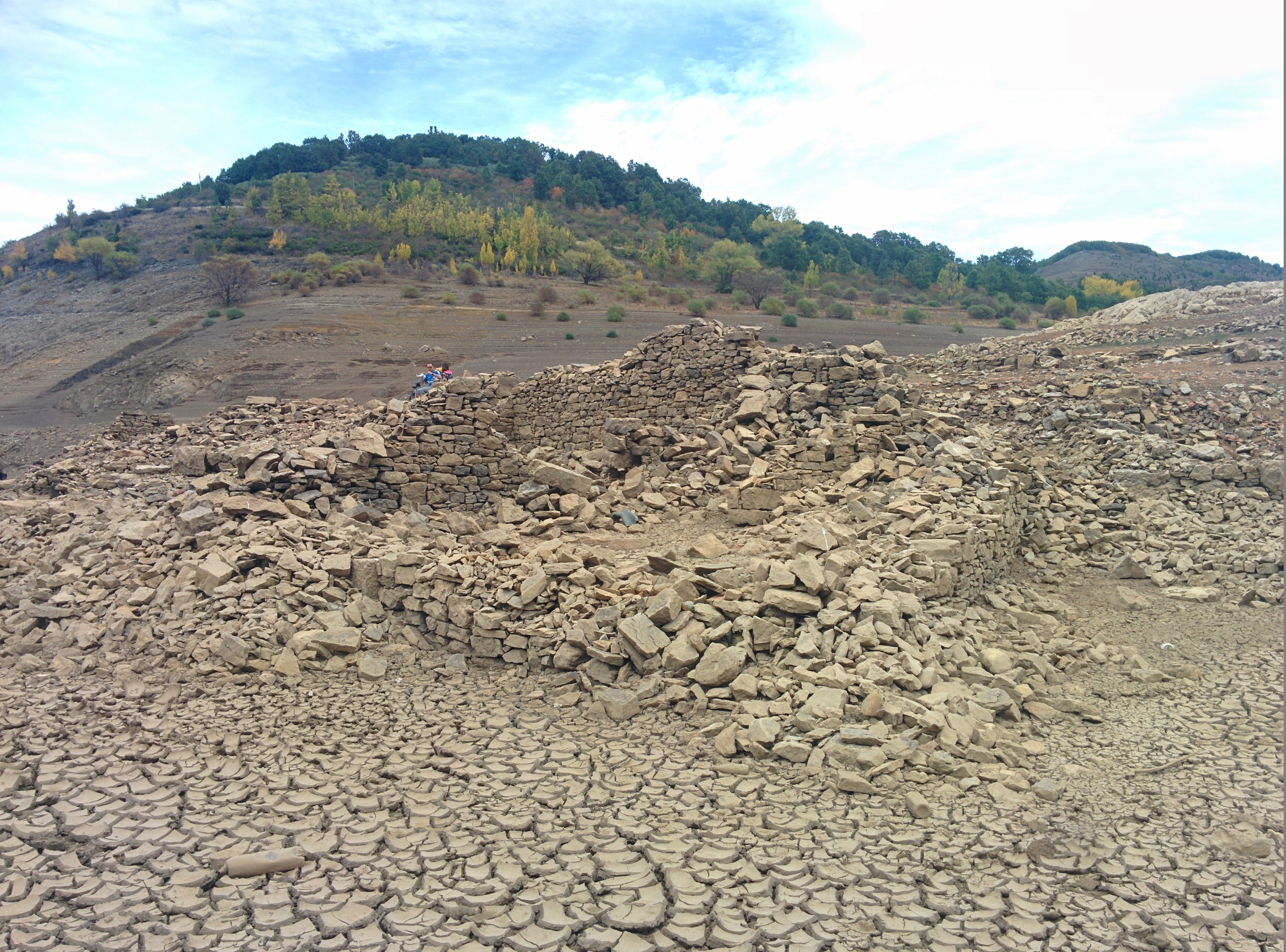